# Carolina Rediviva (film)
Carolina Rediviva är en svensk dramafilm från 1920. Filmen är regisserad av Ivan Hedqvist, med manus skrivet av Ester Julin.  

## Om filmen
Filmen spelades in i Filmstaden Råsunda med exteriörer från Uppsala universitet, Carolinabacken, Botaniska trädgården, Västgöta Nation med flera miljöer i Uppsala av Ragnar Westfelt. 
Filmen premiärvisades den 13 december 1920. 
Vid premiärvisningen på biografen Röda Kvarn i Stockholm framfördes filmen med musik som arrangerats av Hugo Alfvén, och som i stor utsträckning baserades på Gunnar Wennerbergs Gluntarne.

## Handling
Handlingen utspelar sig i studentlivets Uppsala. "Pojken" är en överliggare som på grund av dåligt självförtroende varken tenterar eller friar till den flicka han är förälskad i, inackorderingstantens dotter Ann-Sofi som kallas "Kungsängsliljan". Då han slutligen försöker ta det avgörande steget förlorar han flickan till rivalen Lukas. 
En ung kvinna Lina, en nybliven ensamstående mor, har i sin förtvivlan lagt sitt nyfödda flicka vid porten till Västgöta nation, vars studenter adopterar flickan, döper henne till Carolina Rediviva, och uppdrar åt "Pojken" att utackordera henne. 
Lina får senare plats som hushållerska hos professor Hambreus, och blir så småningom hans fru. Efter en tid tar professorsparet ett fosterbarn, Carola, som under åren blir en vacker ung dam. 
Carola blir förälskad i den stilige juristen Rickard Roth, som bor i samma hus som familjen Hambreus, och hon blir hans dam på vårbalen. "Pojken" kan emellertid inte låta bli att hålla tal på balen, och avslöja att den unga Carola är den lilla flicka som många år tidigare adopterats av västgötastudenterna. 
Nyheten är sensationell, och Carola lämnar sitt hem där professorn tagit mycket illa vid sig av avslöjandet. Carola anförtror sig åt sin enda vän, den gamla städerskan Städ-Sofi, och genom Sofi får "Pojken" veta vad han ställt till med. Han försöker sona sin omdömeslöshet, och han för Carola till sin gamla flamma, "Kungsängsliljan", som är nybliven änka och som tar emot den förtvivlade flickan som sin egen dotter och tröstar henne. I Ann-Sofis hem återförenas Carola med Rickard och med modern Lina, och professor Hambreus veknar slutligen.

## Rollista (i urval)
- Ivan Hedqvist – "Pojken", överliggare
- Renée Björling – Carola
- Richard Lund – Rickard Roth, jur. stud.
- Carl Browallius – Hambreus, professor
- Lia Norée – Lina Hambreus
- Hilda Borgström – Ann-Sofi, "Kungsängsliljan"
- Anna Thorell – Städ-Sofi
- Nils Arehn – Räntmästare Roth, Rickards far
- Sture Baude – Lukas
- Carl-Gunnar Wingård – Lazarus, student
- Gustaf Ranft – Husläkare
- Georg Blomstedt – Cholmin, teol. stud.
- Eric Malmberg – Baron Andersson
- Fridolf Rhudin – Student
- Lars Egge – Student